# Secretaria de Estado de Transporte do Distrito Federal
A Secretaria de Estado de Transporte é um dos órgãos da administração direta do Governo do Distrito Federal, no Brasil. Tem como atribuições planejar, coordenar, executar e avaliar a gestão e as políticas de mobilidade.